# Форест Сити (Илиноис)
Форест Сити (енгл. Forest City) град је у америчкој савезној држави Илиноис.

## Демографија
По попису из 2010. године број становника је 246, што је 41 (-14,3%) становника мање него 2000. године.
| Група             | 2000.       | 2010.       |
| Белци             | 283 (98,6%) | 245 (99,6%) |
| Афроамериканци    | 0 (0,0%)    | 0 (0,0%)    |
| Азијати           | 0 (0,0%)    | 0 (0,0%)    |
| Хиспаноамериканци | 0 (0,0%)    | 0 (0,0%)    |
| Укупно            | 287         | 246         |